# Nandelle Cameron
Nandelle Cameron (* 21. Oktober 1983) ist eine ehemalige Leichtathletin aus Trinidad und Tobago, die sich auf den Sprint spezialisiert hat. 2007 gewann sie mit der 4-mal-100-Meter-Staffel ihres Landes die Bronzemedaille bei den NACAC-Meisterschaften.

## Sportliche Laufbahn
Erste internationale Erfahrungen sammelte Nandelle Cameron, die an der Lincoln University studierte, im Jahr 2007, als sie bei den NACAC-Meisterschaften in San Salvador in 23,69 s den sechsten Platz im 200-Meter-Lauf belegte und mit der 4-mal-100-Meter-Staffel in 43,98 s gemeinsam mit Ayanna Hutchinson, Sasha Springer-Jones und Fana Ashby die Bronzemedaille hinter den Teams aus Jamaika und den Vereinigten Staaten gewann. Anschließend schied sie bei den Panamerikanischen Spielen in Rio de Janeiro mit 23,76 s im Halbfinale über 200 Meter aus und belegte mit der Staffel in 44,33 s den siebten Platz. 2013 bestritt sie in Port-of-Spain ihren letzten offiziellen Wettkampf und beendete daraufhin ihre aktive sportliche Karriere im Alter von 29 Jahren.
2007 wurde Cameron trinidadisch-tobagische Meisterin im 200-Meter-Lauf.

## Persönliche Bestzeiten
- 100 Meter: 11,41 s (+1,1 m/s), 23. Mai 2009 in San Angelo
  - 60 Meter (Halle): 7,48 s, 9. März 2007 in Boston
- 200 Meter: 23,47 s (+0,7 m/s), 24. Juni 2007 in Port-of-Spain